# Müden (Aller)
Pour les articles homonymes, voir Müden.
Müden (Aller) est une commune à l'ouest de l'arrondissement de Gifhorn, limitrophe de celui de Celle.

## Géographie

Müden au sein de l'arrondissement de Gifhorn.

Müden se situe au sud de la lande de Lunebourg, à 50 km de Hanovre, à 30 km de Celle, à 35 km de Brunswick et à 40 km de Wolfsbourg.
À Müden, la rivière Oker rejoint l'Aller.
La commune regroupe les quartiers de Hauptort Müden (Aller) (2689 habitants en 2009), Bokelberge (38), Brenneckenbrück (55), Dieckhorst (736), Ettenbüttel (750), Flettmar (1047), Gerstenbüttel (208), Gilde (94) et Hahnenhorn.

## Histoire
En 815, Müden fait partie de Muthiwide, l'un des dix-sept gaux du diocèse de Hildesheim.
La première mention écrite dans un document date de 1022, dans l'acte de donation dans le testament de Bernward de Hildesheim pour l'abbaye Saint-Michel.
En 1013, à la confluence de l'Aller et de l'Oker, Otton III du Saint-Empire ordonne la construction du Mundburg (de). Pour éviter la rébellion, Bernward créé un carnaval.
En 1826, une "grande pompe" est installée entre Müden, Eicklingen, Wienhausen et Bröckel.

## Monuments
- Sur l'Oker, seuil avec une échelle à poissons.
- Maisons à colombages de 1736, 1798, 1861 et 1867 (presbytère).
- Peintures murales de l'église Saint-Pierre avec son chœur gothique datant du 1400-1480. Le treillis date de 1654 et le clocher de 1767. Les tableaux à l'intérieur et des pierres tombales sont des XVIe et XVIIe siècles.
- Musée local.

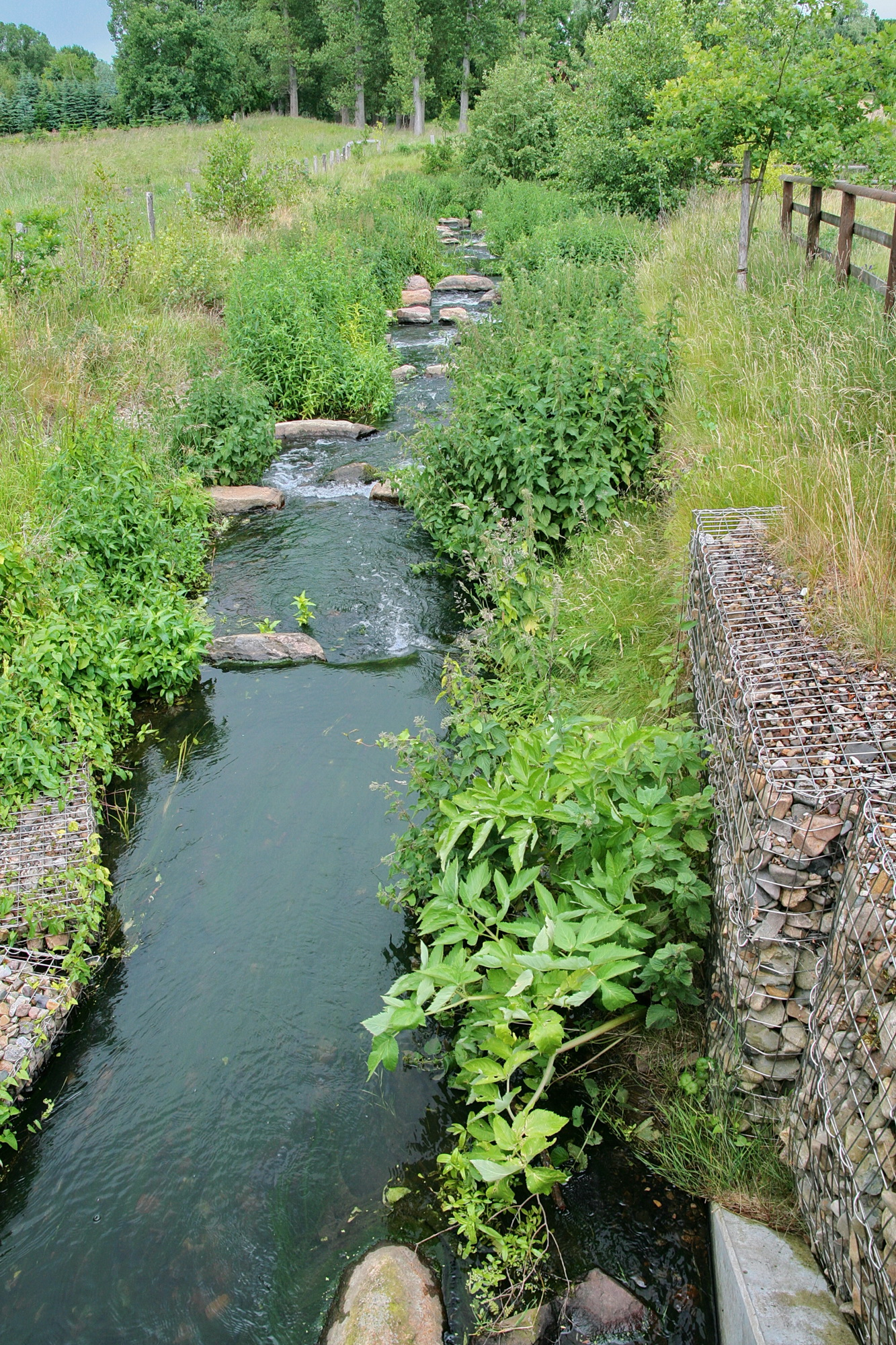
Échelle à poissons.
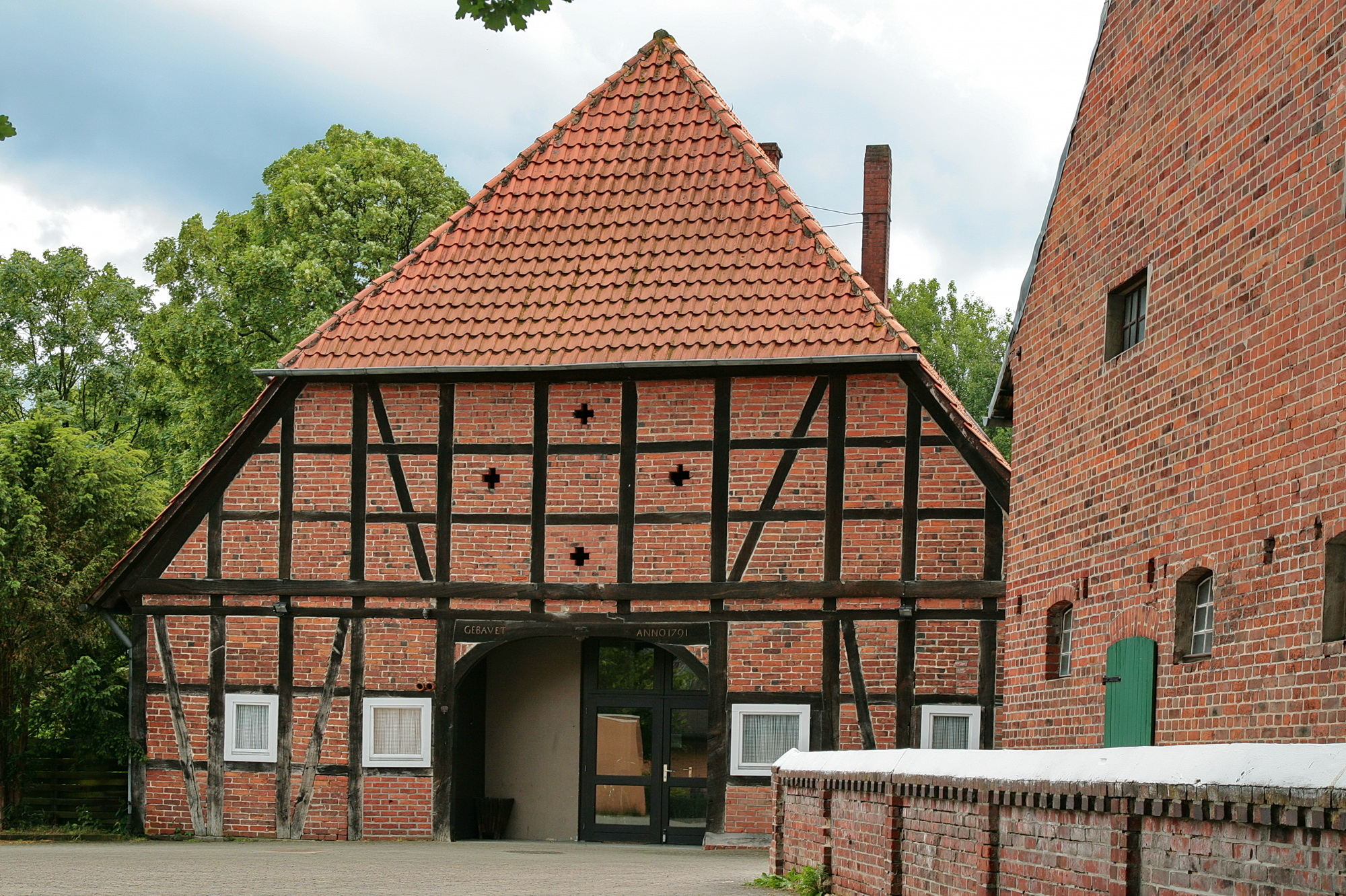
Maison à colombages de 1798.
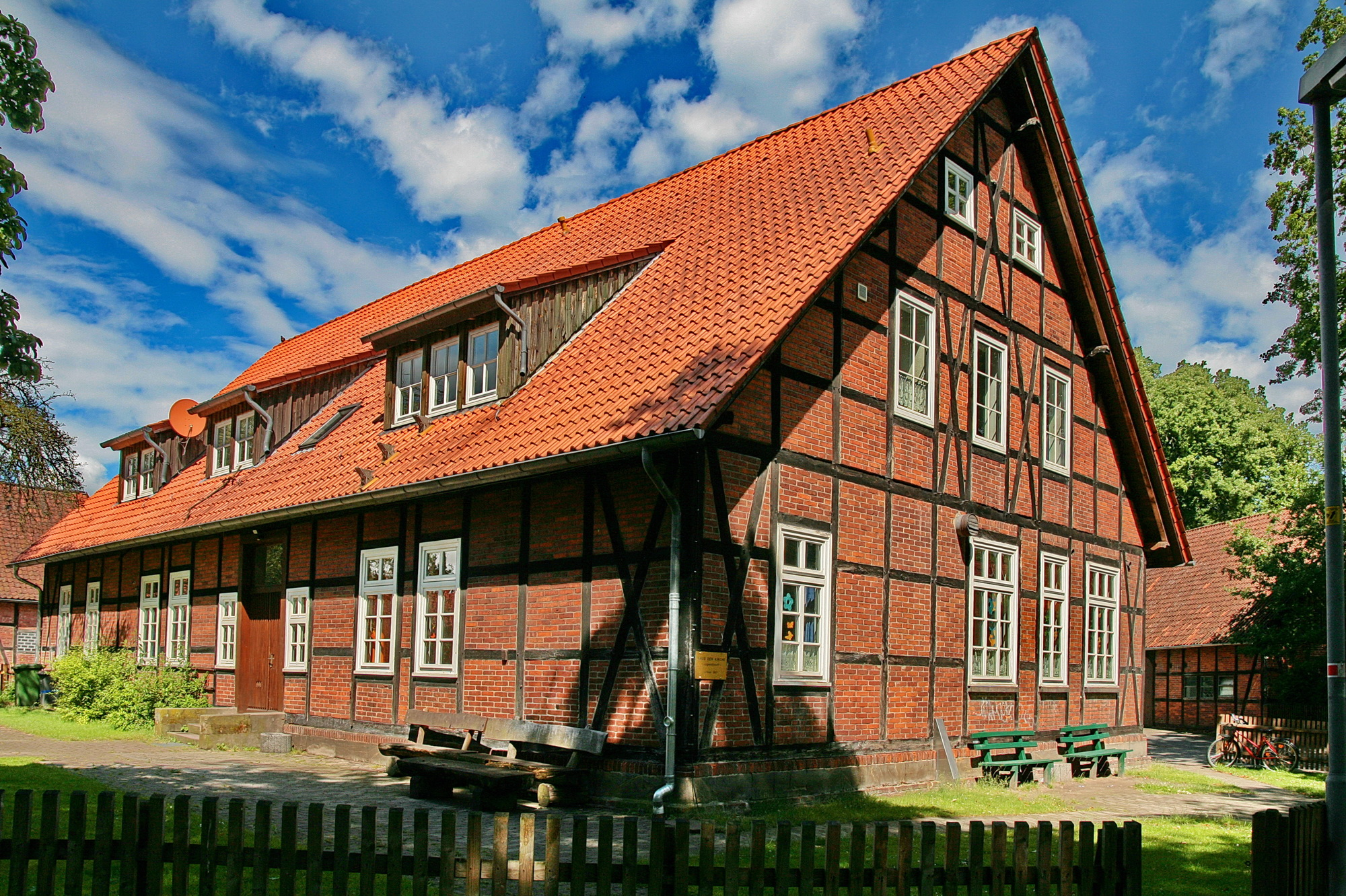
Maison de 1867.
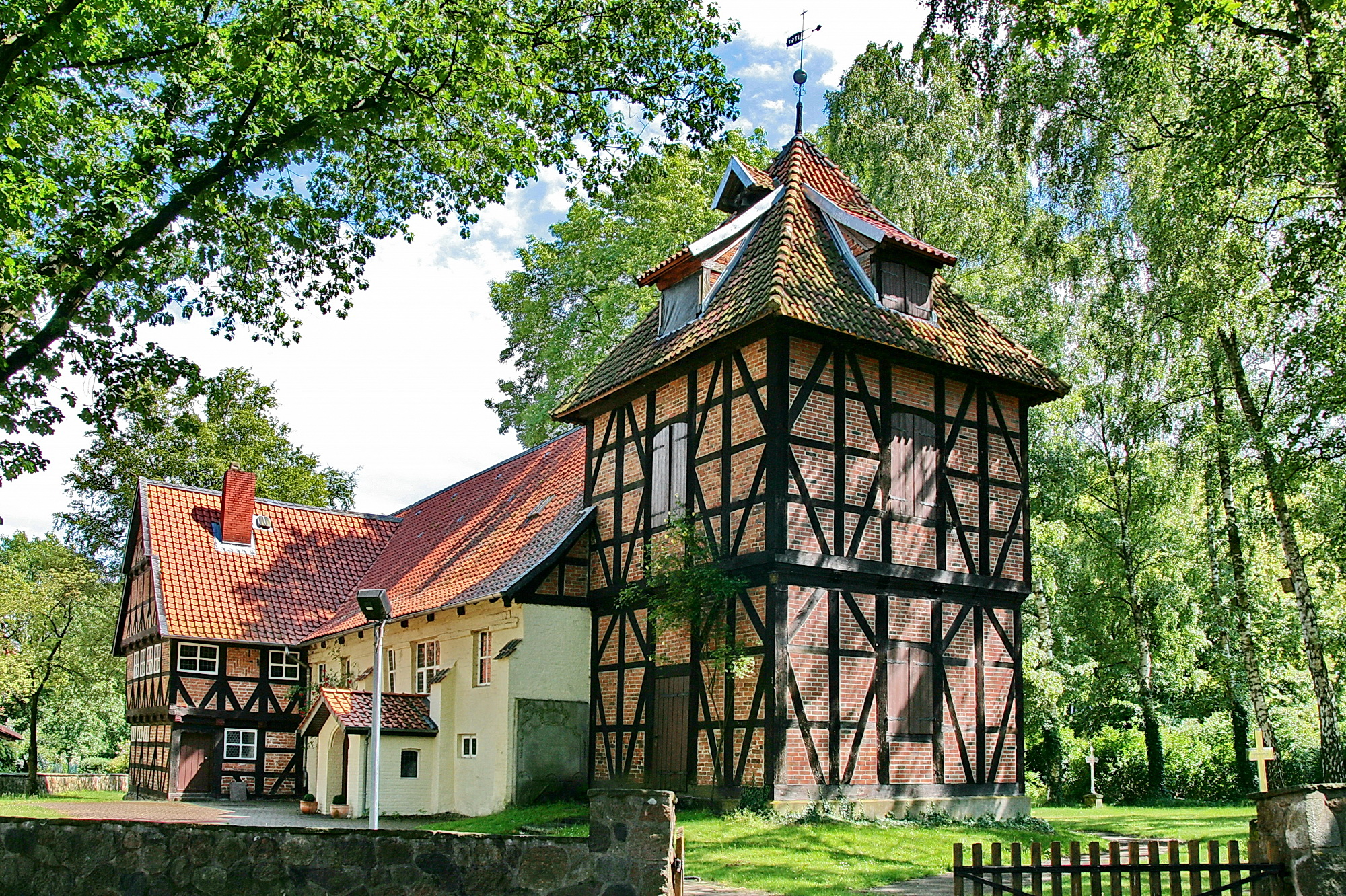
L'église.

## Source, notes et références
1. ↑  Statistique du 1er décembre 2009, Einwohnerstatistik Samtgemeinde Meinersen.

- (de) Cet article est partiellement ou en totalité issu de l’article de Wikipédia en allemand intitulé « Müden (Aller) » (voir la liste des auteurs).